# Tueurs de petits poissons

Tueurs de petits poissons est un court métrage de 15 minutes réalisé par Alexandre Gavras en 1998. Il a été nommé pour le César du meilleur court-métrage en 1999.

## Synopsis
Jacques est un scientifique zélé et tourmenté qui travaille chez lui sur une expérience secrète. En effet, il dépèce de petits poissons transparents afin de devenir invisible, probablement à des fins malintentionnées car il espionne sa voisine. Il comptait se cacher mais se dévoile involontairement et au sens propre sous son masque de chair : il devient transparent à son tour.

## Fiche technique
- Titre original : Tueurs de petits poissons
- Réalisation : Alexandre Gavras
- Scénariste : Alexandre Gavras
- Musique : Bertrand Lenclos
- Photographie : Éric Guichard
- Montage : Pauline Dairou
- Décors : Laurent Deroo
- Costumes : Natacha Diehl
- Son : Nicolas Becker et Olivier Dô Hùu
- Effets visuels : Sergeï Lourié, Fred Place et Christian Rajaud
- Production : Salem Brahimi et Florence Masset
- Durée : 15 minutes
- Genre : fantastique
- Année de production : 1998
- Format : couleur, muet

## Distribution
- Alexandre Gavras : le scientifique Jacques
- César Chiffre : le petit garçon de la morgue
- Lou Chapiteau : la petite fille
- Lucien Bourlay
- Max Claude
- Viviane Crausaz
- Marie Giraud
- Bourlem Guerdjou
- Victoire Guichard
- Christian Guiguonat
- Delphine Lanson
- Yasmine Modestine
- Gilles Seignan
- Lolita Thomas

## Production
Ce court métrage est parti d'une idée originale de Bernard Werber qui développa lui-même l'idée de transparence dans sa nouvelle Transparence parue dans le recueil L'Arbre des possibles en 2002.[réf. nécessaire]

## Distinctions

### Récompenses
- Festival de Clermont-Ferrand 1998 : prix du meilleur jeune réalisateur et prix Canal+ de la compétition nationale
- Festival de Brest : grand prix français
- Lutins du court métrage 1998 : meilleurs costumes et meilleurs décors

### Sélections et nominations
- Festival de Kiev Molodist : sélection en compétition
- César 1999 : nomination pour le César du meilleur court-métrage